# Felix Becker (Politiker)
Felix Becker (* 29. August 1949 in Mönchengladbach) ist ein deutscher Politiker der FDP.

## Ausbildung und Beruf
Felix Becker machte in den Jahren 1965 bis 1968 eine Gärtnerlehre. Im Anschluss leistete er bis 1973 seinen Wehrdienst ab. Er besuchte die Fachoberschule für Landbau, Gartenbau und Technik. Von 1973 bis 1977 absolvierte er ein Landespflegestudium, das er als Dipl.-Ing. (FH) Landespflege abschloss. In der öffentlichen Umwelt- und Planungsverwaltung war er von 1977 bis 1991 tätig. Von 1991 bis 1996 war er im mittelständischen Baugewerbe in der Umwelttechnik beschäftigt. Seit 1996 ist er freiberuflicher Landschaftsarchitekt und Umweltgutachter, hier als Sachverständiger für Zertifizierungen von Entsorgungsfachbetrieben.

## Politik
Felix Becker ist seit 1982 Mitglied der FDP. Er ist stellvertretender Vorsitzender des FDP-Kreisverbands Heinsberg und des Bezirksverbands Aachen. Ferner ist er seit April 2004 Mitglied des Landesvorstandes Nordrhein-Westfalen der FDP.
Weitere Stationen seiner Laufbahn: Bezirksplanungsrat Köln von 1990 bis 1995 sowie Stadtrat von Wegberg 1990 bis 1995. Becker war von 1999 bis 2001 Mitglied des Kreistages Heinsberg. Seit 2001 ist er Sachkundiger Bürger im Umweltausschuss des Kreistages Heinsberg. Er leitet den FDP-Landesfachausschuss Land- und Forstwirtschaft, Verbraucherschutz.
Felix Becker war in den Jahren 2000 bis 2005 Mitglied des 13. Landtags von Nordrhein-Westfalen, in den er über die Landesliste einzog.